# Shannonomyia (Shannonomyia) sopora
Shannonomyia (Shannonomyia) sopora is een tweevleugelige uit de familie steltmuggen (Limoniidae). De soort komt voor in het Neotropisch gebied.